# Friedrich Mohs
Friedrich Mohs, né le 29 janvier 1773 à Gernrode et mort le 29 septembre 1839 à Agordo, est un ingénieur des mines, géologue et minéralogiste prussien.
Friedrich Mohs est connu pour ses travaux sur les minéraux qu'il a classés en fonction de leurs caractéristiques physiques de dureté indépendamment de leur composition chimique comme cela se faisait auparavant. On lui doit notamment l'échelle de dureté qui porte son nom.

## Biographie
Mohs étudia les mathématiques, la physique et la chimie à l’université de Halle. Il compléta sa formation en mécanique à l’école des mines de Freiberg, où il eut comme professeur le minéralogiste Abraham Gottlob Werner, qu'il associera à ses recherches. En 1801, il prit un poste de contremaître à Neudorf dans les monts du Harz.
En 1802, le banquier J. F. van der Nüll lui a demandé de classer et d’analyser sa collection de minéraux à Vienne. En 1812, il fut nommé professeur de minéralogie au Joanneum de Graz. C'est à cette époque qu'il imagina l’échelle de Mohs, une classification des minéraux s'appuyant sur leurs propriétés physiques (forme, dureté, fragilité, poids spécifique), qui l’opposa à la plupart de ses collègues, qui faisaient du poids spécifique une caractéristique fondamentalement chimique. À l'origine il avait choisi dix minéraux à la dureté croissante auxquels il avait attribué des nombres entiers avec valeur comprise entre 1 et 10. Par la suite, on rajouta à l'échelle d'autres minéraux avec des valeurs intermédiaires (comme 7.5 pour la tourmaline).
En 1817, il prit la succession de son maître Werner à l’école des mines de Freiberg. Mohs énonça, indépendamment de Christian Samuel Weiss, le concept de système cristallin, qu'il publia en 1822. En 1826 Il était appelé à la chaire de minéralogie de l'université de Vienne. Il y donnait ses conférences dans le cabinet de minéralogie. En 1834, le conseil de l'université lui accorda, outre sa chaire, le titre de conservateur des collections. Nommé Inspecteur des Mines à la direction régionale de Leoben, en 1835, il abandonna ses activités de conservateur.
Mort au cours d'un voyage en Italie, ses cendres furent par la suite transférées dans un mausolée du cimetière central de Vienne. La Mohsgasse du 3e arrondissement de Vienne a été nommée en son honneur.

## Espèces minérales
On lui doit la description d'espèces minérales notamment :
- desmine synonyme de stilbite.
- smaragdo-chalcite renommée dioptase et décrite par René Just Haüy.

## Principales publications
- (de) Versuch einer Elementarmethode zur naturhistorischen Bestimmung und Erkenntniß der Fossilien, Vienne, 1812.
- (de) Die Charaktere der Classen, Ordnungen, Geschlechter und Arten : Oder die Charakteristik des naturhistorischen Mineral-Systems, Dresde, 1820.
- (de) Terminologie, Systematik, Nomenclatur, Charakteristik, t. 1, Dresde, coll. « Grundriß der Mineralogie », 1822.
- (de) Physiographie, t. 2, Dresde, Arnold, coll. « Grundriß der Mineralogie », 1824.

## Liens